# Warcraft III: Reforged
Warcraft III: Reforged — компьютерная игра в жанре стратегии в реальном времени, разработанная Blizzard Entertainment и Lemon Sky Studios и выпущенная Blizzard Entertainment в 2020 году. Warcraft III: Reforged представляет собой обновлённую версию Warcraft III: Reign of Chaos и дополнения к ней The Frozen Throne. Она сохраняет тот же геймплей, сюжет и в целом ту же структуру уровней, что и в оригинальных играх; основными отличиями являются обновлённая графика в формате Ultra HD, вновь записанный звук и улучшенная сетевая поддержка. Официальный анонс игры состоялся 2 ноября 2018 года на выставке BlizzCon 2018, прошедшей в Анахайме, США. Warcraft III: Reforged получила сдержанные от критиков и крайне отрицательные со стороны сообщества игроков оценки.

## Разработка

### Обещанные нововведения
Разработчики обещали:
- Полностью переработанная графика;
- Обновлённый интерфейс и улучшенный баланс (меню в итоге осталось без изменений);
- Улучшенный редактор мира;
  - Игроки получили новые инструменты и утилиты для более гибкой работы с разработкой карты;
  - Сотни новых триггеров, поддержка языка программирования Lua;
- Новый перевод и дубляж;
- Четыре часа переработанных внутриигровых роликов (итоговая версия перерисовки отличалась от показанного на BlizzCon 2018 видео миссии «Резня в Стратхольме»);
- Перерисовка внутриигровых роликов (в реальности — были перерисованы вступительный ролик и финальный бой Артаса и Иллидана);
- Игровые карты будут переделаны (в итоговой версии было переделано три карты: резня в Стратхольме, битва за Луносвет, захват Даларана и подземелья Даларана);
- Возможность переключения между старой графикой и новой во время игры;
- Карты из стандартного Warcraft III полностью совместимы с Warcraft III Reforged;
- Всё аудио получило более качественное звучание, в том числе музыка;
- Некоторые герои мужского пола получили женскую версию, и наоборот;
- Доступно на 13 языках мира, в том числе на русском языке;
- Модульный интерфейс, позволяющий создателям карт и игрокам изменять его по своему желанию;
- Новые миссии (в реальности — три главы, бывшие официальной дополнительной кампанией в The Frozen Throne, были вставлены в обучающий пролог)

### Сюжет
В 2018 году Blizzard высказывала намерение переработать сюжет игры так, чтобы он лучше согласовался с последующими играми и книгами во вселенной Warcraft — прежде всего World of Warcraft; над обновлённым сюжетом одиночной кампании игры должна была работать сценарист и писатель Кристи Голден. В 2009 году Голден опубликовала роман Arthas: Rise of the Lich King — по сути беллетризованный пересказ кампании принца Артаса в Warcraft III; она надеялась как минимум дополнить Reforged «несколькими ключевыми репликами», придуманными для романа. Редактор Джастин Грут отмечал, что в World of Warcraft и официально выпущенных книгах роли таких первоначально введённых в Warcraft III персонажей, как Сильвана Ветрокрылая и Джайна Праудмур, значительно расширились, о чём во времена разработки старой игры никто не думал, и было бы уместно перенести и в обновлённую игру этот накопленный за многие годы контекст. Так, в оригинальной Warcraft III: Reign of Chaos Джайна с лёгкостью даёт оркам согласие на убийство отца — генерала Праудмура; сценаристы хотели бы переписать и расширить эту сцену так, чтобы она лучше отражала их теперешнее понимание характера Джайны. Переписывание хотя бы части диалогов во многих случаях означало необходимость полного переозвучивания персонажа новым актёром; при этом сценаристы обещали сохранить запоминающиеся и ставшие привычными фразы и шутки.
Несмотря на все эти планы, в 2019 году Blizzard объявила, что сюжет и диалоги Reforged останутся такими же, как и были в Reign of Chaos и The Frozen Throne. По словам вице-президента Blizzard Роберта Брайденбекера, компания изменила свои намерения из-за отрицательной реакции сообщества игроков на планы переделки сюжета Warcraft III — «все согласны с тем, что там был отличный сюжет, не надо там ничего ломать».

### Пользовательские карты и модификации
К внутреннему скриптовому языку из Warcraft III JASS был добавлен Lua, используемый для создания скриптов и пользовательского контента в других играх и для World of Warcraft. Новый язык программирования призван упростить создание пользовательского контента и расширить его возможности. Blizzard планирует сделать внутриигровой редактор карт более мощным.
С выходом Reforged Blizzard обновила свое соглашение об условиях использования, сделав его чрезвычайно жёстким применительно к модификациям игры — в частности, обновлённое соглашение установило запрет на пользовательские игры, использующие интеллектуальную собственность третьих лиц, и чётко обозначило, что все авторские права на созданные пользовательские игры полностью принадлежат самой Blizzard, а не создателям таких игр. Эта оговорка позволяет Blizzard не допускать создания другими разработчиками коммерческих игр, основанных на пользовательских модификациях Warcraft III — именно такой была история Dota 2 или League of Legends.

## Выпуск
Игра была анонсирована Blizzard 2 ноября 2018 года в ходе BlizzCon с упоминанием переработанных персонажей и графики с перспективой выхода в 2019 году. После этого впервые за несколько лет также были анонсированы новые изменения баланса. В ходе BlizzCon 2019 началось бета-тестирование игры.
С выходом Reforged старые версии игры стали недоступными для многопользовательской игры; владельцам Warcraft III, не купившим обновлённую версию, была предложена для загрузки 26-гигабайтная версия Reforged с «классической» графикой.
Показательным примером технической недоработки стало отличавшееся низкой производительностью главное меню игры. Оказалось, что всё меню — это веб-приложение, работающее на базе Chromium и гораздо хуже, чем сама игра. Высказывались предположения, что это связано с нагрузкой на одно ядро процессора: во время игры Reforged нагружает процессор на 25 %, тогда как главное меню на 150—160 % (через два процесса, один на 100 %, другой на 50-60 %).
3 февраля 2020 года компания Blizzard объявила, что планирует поддерживать, развивать и улучшать стратегию в течение продолжительного времени, а релиз — лишь начало долгого пути, как и происходит с любой новинкой компании. Было обещано:
- выпустить в течение недели крупное обновление, которое должно исправить некорректное отображение цветов и теней в классическом Warcraft III, некорректные анимации в портретах, проблемы со звуком, ряд проблем интерфейса.
- через несколько недель выпустить патч, который вернёт ряд удалённых из оригинала сетевых функций, включая списки лидеров и кланы, вместе с внедрением MMR-системы аналогично используемой в StarCraft: Remastered. То же добавят и обладателям классической Warcraft III, клиент которой объединили с Reforged.
- не возвращать турниры и набор правил Reign of Chaos из-за низкой популярности (были убраны в середине 2019 года) и для удобства внедрения остальных обновлений, которые коснутся большинства игроков.

Отказ от внедрения кинематографических катсцен, вроде показанной на BlizzCon 2018, был объяснён желанием остаться ближе к первоисточнику — о чём пространно разработчики сообщили ещё на BlizzCon 2019, хотя тогда те заявления не были поняты должным образом. При этом новую игру продолжали рекламировать с помощью обновлённых катсцен, а на сайте стратегии сообщается о «полном переосмыслении», а не ремастере. В тот же день разработчики создали страницу для запуска автоматического возврата средств, потраченных на покупку игры.
13 ноября 2024 года в рамках конференции в честь 30-летия серии Blizzard Entertainment обновила игру до версии 2.0, в которой стали доступны более гибкие настройки графики.

## Критика
| Сводный рейтинг       | Сводный рейтинг |
| Агрегатор             | Оценка          |
| --------------------- | --------------- |
| Metacritic            | 60/100          |
| Иноязычные издания    |                 |
| Издание               | Оценка          |
| Wccftech              | 7,5/10          |
| Digital Trends        | [ 25 ]          |
| Русскоязычные издания |                 |
| Издание               | Оценка          |
| Stopgame.ru           | «Мусор»         |
| Игромания             | [ 10 ]          |
| 3DNews                | [ 9 ]           |

На сайте-агрегаторе Metacritic из-за большого количества отрицательных оценок от пользователей сайта её средний пользовательский рейтинг (англ. User Score) снизился до 0,5 — низшего среди всех игр на Metacritic.
Негативные отзывы игроков были связаны одновременно с невыполненными обещаниями разработчиков по части нововведений и улучшений, отсутствием привычных для многопользовательской игры элементов — ладдерной рейтинговой таблицы и кланов; а также технических проблем — сбоев подключения, программных ошибок и замедленной работы игры. Энтузиастом был создан сайт Warcraft III: Refunded (от англ. refund — «возврат денег»), высмеивавший Blizzard и саму игру, где перечислены невыполненные обещания (переработка сюжетных кампаний, новые катсцены, возможность выбирать между классической и обновлённой кампаниями). В русскоязычных изданиях отмечался новый перевод: он стал более серьёзным и близким к тексту, но и, по мнению некоторых, безэмоциональной работой новых актёров дубляжа.
3 февраля 2020 года «Polygon» сообщил, что Blizzard предлагает полный возврат средств для всех игроков по запросу, независимо от времени игры. На следующий день Blizzard объявила, что некоторые технические проблемы и отсутствующие функции будут устранены в будущих патчах, но отстаивала своё решение не включать кат-сцены, продемонстрированные на BlizzCon 2018, желанием сохранить дух оригинала.

## Модификации
В мае 2020 года китайские фанаты создали и выпустили для Warcraft III: Reforged мод, обновляющий графику, в частности — внешний вид деревьев, освещение воды, общую цветовую гамму ландшафта и текстуры. В 2021 году итальянский программист под ником InsaneMonster выпустил мод Warcraft III: Re-Reforged (досл. с англ. — «Варкрафт III: Пере-перековка»), обновляющий игру до уровня, соответствующего обещаниям Blizzard. В мод входят переработанные кампании и кат-сцены, дополнительные детали и взаимодействия персонажей, обновлённый баланс и ИИ. Новые версии мода распространяются через Patreon.